# Женская младшая юниорская сборная России по волейболу
Женская младшая юниорская сборная России по волейболу — женская волейбольная сборная, представляющая Россию на международных юниорских соревнованиях с возрастным цензом игроков до 16 лет. Управляющей организацией выступает Всероссийская федерация волейбола. 

## История
Дебютным официальным турниром волейбольной сборной России, составленной из девушек, возрастом до 16 лет, стал чемпионат Восточно-Европейской волейбольной зональной ассоциации (EEVZA) 2016 года, ставший отборочным турниром для первого чемпионата Европы среди младших девушек 2017. На этом турнире, проходившем в российской Анапе, российская команда стала победителем, а на чемпионате Европы 2017 в Болгарии, выиграла «серебро», уступив в финале сборной Италии 0:3.
Следующий юниорский чемпионат Европы среди волейболисток до 16 лет, проходил в 2019 в Хорватии и Италии и на нём российские девушки уступили в полуфинале итальянкам 2:3, а в матче за «бронзу» переиграли команду Словении 3:1.
3-й чемпионат Европы среди младших девушек принимали Венгрия и Словакия и завершился турнир уверенной победой молодых российских волейболисток. Пройдя групповой этап без поражений, в полуфинале подопечные тренера Сафроновой переиграли Болгарию 3:0, а в финале оказались сильнее итальянской команды 3:1, взяв реванш за поражения на двух предыдущих чемпионатах. Лучшим игроком турнира была признана россиянка Марина Аслямова. В символическую сборную чемпионата вошли сразу 3 волейболистки сборной России: связующая П.Сарапова, доигровщица П.Ковалёва и либеро О.Ананьина.     

## Результаты выступлений
По состоянию на начало 2022 года на счету женской младшей юниорской сборной России 34 официальных матча, проведённых с 2016 года под эгидой Европейской конфедерации волейбола в рамках чемпионатов Европы среди девушек до 16 лет (основные и отборочные турниры). Из них выигран 31, проиграно 3. Соотношение партий 95:20.

### Чемпионаты Европы среди младших девушек
| Год   | Игры | Выигрыши | Поражения | С/П   | Место |
| ----- | ---- | -------- | --------- | ----- | ----- |
| 2017  | 7    | 5        | 2         | 17:12 | 2-е   |
| 2019  | 7    | 6        | 1         | 20:5  | 3-е   |
| 2021  | 7    | 7        | 0         | 21:3  | 1-е   |
| Всего | 21   | 18       | 3         | 58:20 |       |

### Отборочные турниры чемпионатов Европы
Проводятся в рамках чемпионатов волейбольных зональных ассоциаций ЕКВ (в данном случае — Восточно-Европейской волейбольной зональной ассоциации — EEVZA)
| Год            | Игры | Выигрыши | Поражения | С/П  | Место      |
| -------------- | ---- | -------- | --------- | ---- | ---------- |
| 2016 (ЧЕ-2017) | 5    | 5        | 0         | 15:0 | 1-е в зоне |
| 2018 (ЧЕ-2019) | 4    | 4        | 0         | 12:0 | 1-е в зоне |
| 2021           | 4    | 4        | 0         | 12:0 | 1-е в зоне |
| Всего          | 13   | 13       | 0         | 39:0 |            |

## Составы
- ЧЕ-2017: Вита Акимова, Елизавета Апаликова, Елизавета Гошева, Мария Евич, Орталь Ивги, Татьяна Кадочкина, Елизавета Кочурина, Полина Матвеева, Александра Мурушкина, Валерия Перова, Анна Попова, Елизавета Попова. Тренер — Светлана Сафронова.
- ЧЕ-2019: Ирина Артюхина, Амалия Горбатюк, Вероника Думрауф, Анастасия Жаброва, Дарья Заманская, Анастасия Капралова, Виктория Кобзарь, Елизавета Протопопова, Наталья Суворова, Арина Федоровцева, Анна Хабибрахманова, Оксана Швыдкая. Тренер — Александр Кариков.
- ЧЕ-2021: Олеся Ананьина, Марина Аслямова, Алина Афиногенова, Вероника Еремеева, Александра Захарова, Анастасия Иванкина, Полина Ковалёва, Варвара Кузнецова, Елизавета Нестерова, Елизавета Павлова, Анна Погорельченко, Полина Сарапова. Тренер — Светлана Сафронова.

## Состав
Младшая юниорская сборная России на чемпионате Европы 2021.
| №  | Имя, фамилия        | Год рождения | Рост | Амплуа      | Клуб                                    |
| -- | ------------------- | ------------ | ---- | ----------- | --------------------------------------- |
| 1  | Полина Сарапова     | 2006         | 180  | связующая   | «Динамо-ЦРВ» Москва                     |
| 2  | Александра Захарова | 2006         | 189  | центральная | «Локомотив»-СШОР по ИВС Калининград     |
| 3  | Вероника Еремеева   | 2006         | 186  | нападающая  | «Локомотив»-СШОР по ИВС Калининград     |
| 6  | Олеся Ананьина      | 2006         | 182  | либеро      | «Уралочка»-2-УрГЭУ Свердловская область |
| 7  | Марина Аслямова     | 2006         | 186  | нападающая  | «Локомотив»-СШОР по ИВС Калининград     |
| 9  | Алина Афиногенова   | 2006         | 191  | центральная | «Локомотив»-СШОР по ИВС Калининград     |
| 10 | Елизавета Павлова   | 2006         | 184  | нападающая  | «Динамо-Ак Барс-УОР» Казань             |
| 11 | Анна Погорельченко  | 2006         | 183  | связующая   | «ЦСКА-Хакасия» Абакан                   |
| 14 | Варвара Кузнецова   | 2006         | 180  | нападающая  | «Динамо-ЦРВ» Москва                     |
| 15 | Полина Ковалёва     | 2006         | 188  | нападающая  | «Динамо-Ак Барс-УОР» Казань             |
| 17 | Анастасия Иванкина  | 2006         | 184  | центральная | «Динамо-Метар»-2 Челябинск              |
| 18 | Елизавета Нестерова | 2006         | 187  | нападающая  | «Спарта»-2 Нижний Новгород              |

- Главный тренер — Светлана Сафронова.
- Тренер —  Лука Милокко.